# Ар-Рамахурмузи
Абу́ Муха́ммад аль-Ха́сан ибн Абдуррахма́н ар-Ра́махурмузи́ (араб. أبو محمد الحسن بن عبد الرحمن الرامهرمزي‎; дата рожд. неизвестна — ум. предположительно в 971 году) — мухаддис, хафиз, кади, поэт, автор книги «аль-Мухаддис аль-фасиль байна-р-рави ва-ль-ваи» — наиболее авторитетного труда по хадисоведению.

## Биография
О жизни ар-Рамахурмузи, как отмечает аз-Захаби, информации мало, дата его рождения неизвестна, а дата смерти предположительна. Как сообщает Абуль-Касим ибн Манда в своём труде «аль-Вафаят», он жил около 360 года хиджры (971 год) в городе Рамхормоз (совр. Хузестан, Иран).
Его учителями были его отец Абдуррахман ибн Халлад, Мухаммад ибн Абдуллах аль-Хадрами, Абу Хусайн аль-Вади’и, Мухаммад ибн Хайян аль-Мазини, Абу Халифа аль-Джамхи, Абу Шуайб аль-Харрани, аль-Хасан ибн аль-Мусанна аль-Анбари, Убейд ибн Ганнам, Юсуф ибн Якуб аль-Кади, Закария ас-Саджи, Джафар ибн Мухаммад аль-Фирьяби, Муса ибн Харун, Муса ибн Абу Гилян, Мухаммад ибн Усман ибн Абу Шейба, Абдан аль-Ахвази, Абу-ль-Касим аль-Багави и др.
От него передавали хадисы Абу-ль-Хусейн Мухаммад ибн Ахмад ас-Сайдави в своём «Му’джаме», аль-Хасан ибн аль-Лейс аш-Ширази, Абу Бакр Мухаммад ибн Муса ибн Мардавейхи, кади Ахмад ибн Исхак ан-Нахавенди и другие.